# Kreayshawn
Natassia Gail Zolot (San Francisco, 24 de septiembre de 1989), conocida por su nombre artístico como Kreayshawn, es una rapera y directora de videos musicales estadounidense. En 2011 formó parte de una banda de rap y publicaron un video musical titulado Gucci Gucci que se hizo viral en Internet. Fue nominada en la categoría de mejor artista revelación de los Premios MTV de videos musicales de 2011. Este suceso hizo que el sello discográfico Columbia Records le ofreciera un contrato, en 2012 lanzó su primer álbum de estudio llamado Somethin ´Bout Kreay.

## Biografía
Nació en septiembre de 1989 en San Francisco, estado de California, en Estados Unidos. Su madre estuvo en una banda de garage punk llamada The Trashwomen. A la edad de diez años consiguió una cámara que usó para grabarse cantando o documentado su vida diaria. A la edad de 16 años se mudó con su tía a Berkeley y estuvo atendiendo varias escuelas. Con 17 años comenzó a grabar sus propias canciones y a editar videos musicales de artistas locales. Estudió durante dos semestres en el Berkeley Digital Film Institute, al terminar, se mudó a Los Ángeles para continuar con su carrera musical.

## Carrera
Kreayshawn debutó en la música con el grupo de hip hop White Girl Mob, el grupo se disolvió en 2012. En 2010 lanzó un pequeño tema llamado Kittys x Choppas y un video musical para la canción Bumpin Bumpin. En mayo de 2011 subió a YouTube un video musical para su primer sencillo, la canción Gucci Gucci. El video generó millones de visitas durantes las primeras semanas, por la popularidad alcanzada, varias disqueras ofrecieron contratos y al final Kreayshawn firmó con Columbia Records. La rapera dirigió un video musical para la banda Red Hot Chili Peppers. En agosto de 2011 el sitio Billboard ubicó a Kreayshawn en el puesto 34 de su lista de las 50 personas con mayor presencia en redes sociales.
Fue nominada en los Premios MTV en la categoría de mejor artista revelación y además fue una de las conductoras del evento desde la alfombra roja. Su primer álbum de estudio: Somethin ´Bout Kreay, fue lanzado en formato digital en septiembre de 2012 por Columbia Records en Estados Unidos y en formato CD varios días después para todo el mundo. Entre las influencias del estilo de la rapera, están las Spice Girls, Missy Elliott, Flocka Flame, entre otros. El sitio Business Insider agregó a Kreayshawn a la lista de los raperos blancos más importantes del año 2011, la lista también incluyó a Eminem y Mac Miller.